# 頂相

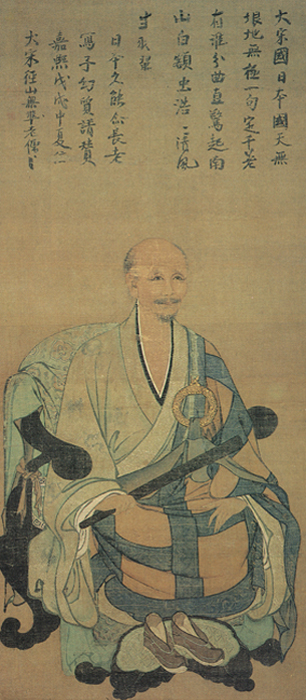
無準師範像

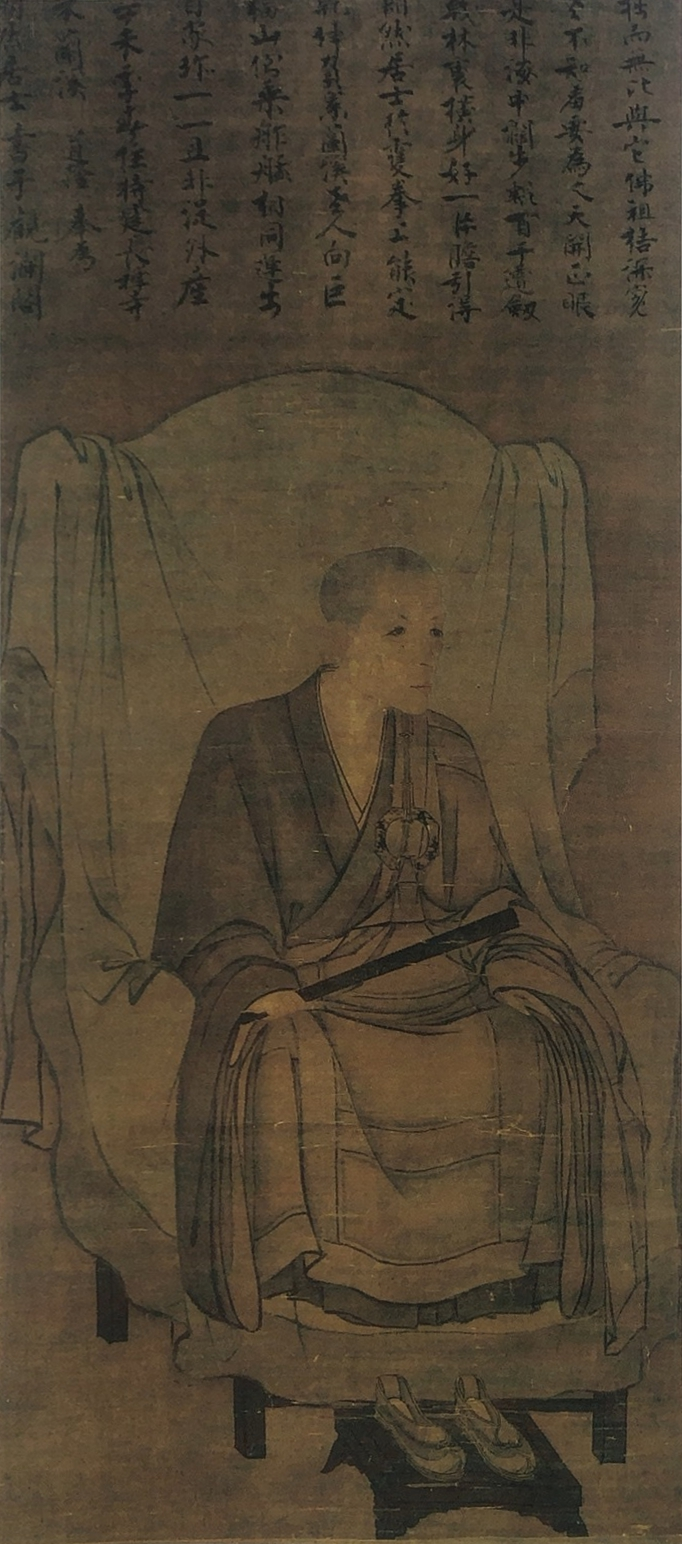
蘭渓道隆像

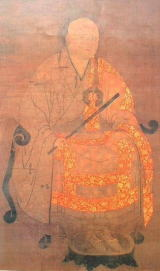
大燈国師像

頂相（ちんぞう/ちんそう/ちょうそう）または頂像は、禅僧の肖像画、または肖像彫刻のこと。

## 概要
頂相は字義的には「頭部（頂）の相貌」という意味であるが、元々は三十二相の一つ無見頂相（頂髻相）に基づき、決して覗き見ることのできない崇高な如来の頭頂部の有様を示す。転じて師や祖師の顔姿も尊いとの考えからその肖像を表す用語となった。頂相の語は北宋末から南宋時代（12世紀～13世紀）の文献に散見され、これが日本にも伝わったと考えられる。
禅宗では言葉や仏典に拠らず、人と人との交流の中で直感的に悟りに至ることを重視しており、師匠の人格そのものが仏法として尊ばれ、弟子は師との厳しい精神的な修練を通じて悟りに至ると考えられた。そして、師の僧が弟子の僧侶に対して、法を正しく嗣いだことを示す印可状の一部として自賛の肖像を与え、弟子はそれを師そのものとして崇め、大切にしたことから、禅宗の普及と共に多く描かれた。
頂相が制作されたもう一つの大きな目的は、葬礼などの儀式に使用するためである。宋時代の清規の規定では、高僧の葬儀にはその肖像画を掛けることになっていた。また、開山の忌日に行われる開山忌や、歴代祖忌などと呼ばれる儀式では、開山の画像や歴代祖師像を法堂に掛けることも行われた。
頂相は本来画像であったが、やがて彫像としても表すようになる。彫刻の場合、禅院の開山となった高僧を偲ぶため、弟子筋の僧侶が作らせた物である。そのためその寺にとっては本尊と同様に重要であり、本堂に安置されるか、「開山堂」というその像を置くための特別な御堂が造られた。

## 造形と形式
絵画にしろ彫刻にしろ、頂相は禅僧にとって師の現身そのものであり、師僧の特徴を正確に捉えるのは勿論のこと、像主の高い精神性や性格をも写し取った造形に特色がある。そのため、描き手はまず像主と向き合い、その顔を小さな紙にデッサンする。この下絵を「紙形」といい、この紙形制作が頂相を作る上で最も重要で、1枚だけでなく数枚、時には10枚以上描かれることもあった。そして、像主がその中から一番気に入ったものを選び、それに基づき本画が制作される。なお、素材は絹を用いることが多い。
頂相の形式は全身坐像が最も多く、法被を掛けた曲録（椅子）に、袈裟を着け法衣を垂らして座す。手には竹篦（弟子を指導する際、迷いを打ち叩くのに用いる道具）や払子を持ち、足元には沓床とその上に沓が描かれるのが一般的である。彫刻の場合も、頂相画に倣って法衣の裾を長く垂らして座る全身像で表されるが、衣に包まれた体部はやや形式的に単純に表し、写実は面貌に集中する表現法が確立している。
一方、画像では腰から上だけを描き、衲衣と袈裟を着て手を胸前で合わせる半身像や、円の中に描かれる円相図、座禅中の脚の疲れを取り睡魔を払うため、立って静かに歩行しながらを落ち着かせる所作をしている経行（きんひん）図、屋外に座る姿を描いた作例なども見られる。これらは単独で制作されたものであるが、複数の頂相を一揃いのセットとして制作した列祖像という形式もある。
特に鎌倉時代から南北朝時代にかけては優品が作られ、多くは国宝や重要文化財に指定されている。

## 代表的作品

### 国宝
- 「無準師範像」 東福寺蔵 南宋時代 嘉熙2年（1238年） 自賛
- 「蘭渓道隆像」 建長寺蔵・鎌倉国宝館寄託 文永8年（1271年） 自賛
- 「大燈国師像」 大徳寺蔵 建武元年（1334年）

### 重要文化財
画像
- 「兀庵普寧像」 正伝寺蔵・京都国立博物館寄託 13世紀 長嘉筆 自賛
- 「南浦紹明像」 興徳寺蔵 徳治2年（1307年）
- 「夢窓疎石像」 妙智院蔵・奈良国立博物館寄託 14世紀 南北朝時代 無等周位筆 自賛

彫像
- 「無学祖元坐像」 円覚寺 鎌倉時代 13世紀
- 「高峰顕日坐像」 正統院 正和4年（1315年） 院恵作
- 「一山一寧坐像」 南禅寺 鎌倉時代 14世紀
- 「樵谷惟僊坐像」 安楽寺 嘉暦4年（1329年） 兵部作
- 「退耕行勇坐像」 浄妙寺 鎌倉時代 14世紀

ほか多数